# إبراهيم الداقوقي
إبراهيم محمد خضير الداقوقي (1934 - 2008) هو مؤلف وحقوقي وإعلامي ومترجم عراقي، ولد في مدينة داقوق، ونسب إليها، حاصل على شهادة البكالوريوس في القانون من كلية الحقوق، وحاصل على شهادة الدكتوراه في قانون الإعلام من جامعة أنقرة بتركيا، عُيّن رئيساً لقسم الإعلام في كلية الآداب بجامعة بغداد.

## عضوية ومناصب
- عضو في الاتحاد العام للادباء والكتاب في العراق.

## مؤلفاته
له أكثر من 20 كتاباً في مختلف مجالات المعرفة، أغلبها مترجم إلى اللغة العربية من لغات اخرى، ومنها:
- قانون الإعلام.
- الأنظمة الإعلامية.
- أكراد تركيا
- افعل شيئا يا مت
- الاصطلاحات الموسيقية
- الالعاب الشعبية الكويتية
- التركمان في العراق: تاريخهم - آدابهم - فنونهم
- السلاجقة: تأريخهم وحضارتهم
- تأثير الفولكلور العربي في الفولكلور التركي.
- جذور الصهيونية
- سترة من المخملين
- صورة العرب لدى الأتراك
- عشائر كردستان
- فلسطين والصهيونية في وسائل الاعلام التركية
- فنون الأدب الشعبى التركمانى
- في زنزانات إسرائيل
- مطعم القردة الحية
- موسوعة تشريعات الثورة 1958-1978
- وحش طوروس
- العلويون: أصحاب دين أم طريقة تصوف أو طريق ثالث لعصر العولمة؟